# Yamandú Orsi
Yamandú Orsi (ur. 13 czerwca 1967 w Canelones) – urugwajski polityk, prezydent Urugwaju od 1 marca 2025. 
W latach 2015–2024 roku pełnił funkcję Intendenta departamentu Canelones.
24 listopada 2024 podczas wyborów generalnych zwyciężył z Álvarem Cerettą, uzyskując 52,08% głosów. 1 marca 2025 został zaprzysiężony na pięcioletnią kadencję prezydenta Urugwaju  wraz z Caroliną Cosse, która objęła urząd wiceprezydenta.